# 瑞安·塞格曼
瑞安·塞格曼（Ryan Seggerman，1999年8月6日—），美国男子网球运动员。截至2025年1月，塞格曼有10个挑战赛双打冠军。
塞格曼最初代表北卡罗来纳大学教堂山分校打大学网球，后转会到普林斯顿大学。
塞格曼职业生涯首个冠军是在2023年ITF突尼斯莫纳斯提尔站（M25级别）。之后他搭档帕特里克·特尔哈奇在2023年7月到10月之间连续获得了8个ITF巡回赛双打冠军。两人在2023年卑利霍市网球国际赛2023年NSW网球公开赛上背靠背获得首个和第二个ATP挑战赛双打冠军。
2024年1月在背靠背获得2个南加利福尼亚网球公开赛双打冠军后，两人获得了参加2024年印第安韦尔斯公开赛外卡资格，这是他们的ATP巡回赛首秀。他们首轮击败了6号种子马西莫·冈萨雷斯和安德烈斯·摩尔泰尼组合。
在ITF巡回赛和ATP挑战赛决赛获得13连胜后，他们在2024年下奥地利网球公开赛上输掉了决赛，之后他们获得了参加2024年罗斯马伦草地网球锦标赛的资格，这是他们的第二个ATP巡回赛。之后塞格曼进入到了双打前100行列。两人获得了2024年美国网球公开赛双打外卡资格，这是他们的大满贯首秀，但在首轮输给了尤奇·班布里和阿尔巴诺·奥利维蒂。
塞格曼在2025年堪培拉网球国际赛中与同胞埃利奥特·斯皮齐里搭档获得双打冠军，并开始了他们的首个澳大利亚网球公开赛比赛。